# Notophthiracarus diaphorillus
Notophthiracarus diaphorillus är en kvalsterart som beskrevs av Wojciech Niedbała 2006. Notophthiracarus diaphorillus ingår i släktet Notophthiracarus och familjen Phthiracaridae. Inga underarter finns listade i Catalogue of Life.